# Chelbi Belkahia
Chelbi Belkahia, de son nom complet Mohamed Habib Chelbi Belkahia (arabe : محمد الحبيب شلبي بلكاهية), né le 24 mars 1944 à Bizerte et mort le 28 novembre 2015, est un médecin et universitaire tunisien.

## Biographie
Chelbi Belkahia suit ses études médicales à la faculté de médecine Pitié-Salpêtrière à Paris. En 1971, il y obtient son diplôme, ainsi qu'une licence en physiologie à la faculté des sciences de Paris. Il est aussi titulaire d'une maîtrise en pharmacologie cardiovasculaire et rénale de la faculté de médecine de Lyon.
Rentré en Tunisie, il obtient le titre de maître de conférences agrégé à la faculté de médecine de Tunis en 1980, puis le titre de professeur agrégé quatre ans plus tard. Il est élu doyen de cette faculté en 1993, fonction qu'il assure jusqu'en 1999, puis devient vice-président de la Société internationale de pharmacovigilance et directeur du Centre national de pharmacovigilance.
Entre 1982 et 2006, il est également chef du service de biochimie à l'hôpital Charles-Nicolle de Tunis.
En 2008, il reçoit le prix Sadok-Besrour d'excellence en recherche et en enseignement médical avec Fekri Abroug.
Mort le 28 novembre 2015, il est enterré le lendemain dans sa ville natale de Bizerte.